# Zentrale Kohärenz
Als zentrale Kohärenz versteht die moderne Psychologie die Fähigkeit, einzelne Wahrnehmungselemente in einen Gesamtzusammenhang einzubeziehen und als ein realitätsgetreues Einheitsbild zusammenzufassen. Reize und Informationen werden korrekt miteinander in Zusammenhang gebracht und als Gesamtbild erfasst und gespeichert. Neurotypische Menschen sind in der Lage, darauf entsprechend zu reagieren.
Diese geistige Fähigkeit ist bei Menschen mit Autismus-Spektrum-Störungen mäßig bis stark beeinträchtigt und daher nur schwach ausgeprägt. So würde ein Autist sagen, dass er zwar hunderte von einzelnen Bäumen sehe, aber einen Wald nicht erkenne. Ein neurotypischer Mensch hingegen fasst bereits in seinen Geist die einzelnen Bäume als Wald zusammen, kann aber jederzeit genauso einzelne Bäume identifizieren. Diese umgebungsbezogene Wahrnehmungsfähigkeit ist bei Autisten wiederum offenbar extrem detailorientiert und übermäßig selektiv. Den Gesamtzusammenhang zu erfassen, fällt ihnen schwer. Welche Funktionsbereiche des Gehirns für dieses Problem verantwortlich sind, ist noch nicht bekannt.